# Katanga (prowincja)
Katanga (w latach 1971–1997 Shaba) – prowincja w południowej części Demokratycznej Republiki Konga (w latach 1971–1997 znanej jako Zair) o powierzchni 496 877 km², zamieszkana w 2012 roku przez 5,9 miliona osób. Stolicą i największym miastem jest Lubumbashi (dawniej zwane Elizabethville). Na mocy konstytucji z 2006 roku Katanga ma zostać podzielona na cztery mniejsze prowincje: Górna Katanga, Górne Lomami, Lualaba i Tanganika.

## Geografia
Katanga obejmuje pagórkowate i górzyste tereny Wyżyny Katanga i gór Mitumba. Klimat podrównikowy wilgotny, w południowej części suchy. Gęsta sieć hydrograficzna. Główne rzeki: Lualaba (Kongo), Luapula/Luvua, Lukuga, Kasai i Lufira. Liczne jeziora: Tanganika, Mweru, Upemba, Kisale. Szatę roślinną tworzą trawiaste sawanny i lasy podrównikowe, wzdłuż rzek lasy galeriowe. Dużą powierzchnię zajmują obszary chronione (m.in. parki narodowe Upemba i Kundelungu).

## Historia
W XVI-XIX wieku na terytorium Katangi istniały państwa Luba i Lunda, w 1884 włączone zostały do belgijskich posiadłości kolonialnych, oficjalnie jako prowincja Katanga w Wolnym Państwie Kongo. Po wycofaniu się Belgów z Konga, proklamowała niepodległość 11 lipca 1960 roku. Secesję inspirował kontrolujący kopalnie prowincji belgijsko-brytyjski koncern Union Minière du Haute-Katanga. Prezydentem niepodległego państwa Katanga został Moïse Tshombe, dowódcą armii pułkownik Mukégo, a dowódcą sił powietrznych Jan Zumbach. 15 stycznia 1963 roku w wyniku interwencji wojsk ONZ prowincja została ponownie włączona w skład Konga, które pod rządami Mobutu Sese Seko w 1971 zmieniło nazwę na Zair. Na mocy nowej konstytucji z 2005 roku Katanga ma zostać podzielona między prowincje: Górna Katanga, Górne Lomami, Lualaba i Tanganika. Ze względu na 36-miesięczny okres vacatio legis nowy podział miał zacząć obowiązywać od 2009 roku, jednak władze do tej pory go nie wprowadziły.

## Przemysł
Obszar prowincji Katanga jest ważnym ośrodkiem przemysłowym kraju. Wydobywa się tu miedź, złoto, srebro, uran, węgiel, cynk, ołów i kobalt.
Przemysł przetwórczy: chemiczny, hutniczy, spożywczy.
W obszarze Katangi działają dwa lotniska.